# Cordylus beraduccii
Cordylus beraduccii är en ödleart som beskrevs av  Donald G. Broadley och BRANCH 2002. Cordylus beraduccii ingår i släktet Cordylus och familjen gördelsvansar. Inga underarter finns listade i Catalogue of Life.